# Norman Painting
Norman Painting OBE (Leamington Spa, 23 de abril de 1924 - 29 de outubro de 2009) foi um ator inglês que interpretou Phil Archer na radionovela da rádio BBC The Archers, desde seus episódios pilotos que foram ao ar em 1950. No momento da sua morte, ele era o mais longo membro do elenco, seu último episódio foi gravado dois dias antes de morrer. Sua última sessão de gravação foi ao ar em 22 de novembro de 2009. De acordo com o Guinness World Records, ele detinha o recorde mundial para um ator desempenhando um papel contínuo.